# Уряд Словенії
Уряд Словенії — вищий орган виконавчої влади Словенії.

## Голова уряду
- Прем'єр-міністр — Миро Церар (англ. Miro Cerar).
- Віце-прем'єр-міністр — Карл Ержавец (англ. Karl Erjavec).
- Віце-прем'єр-міністр — Борис Копривникар (англ. Boris Koprivnikar).
- Віце-прем'єр-міністр — Деян Зідан (англ. Dejan Zidan).

## Кабінет міністрів
Склад чинного уряду подано станом на 5 січня 2017 року.
| Логотип | Міністерство                                                               | Міністр                                      | Фото | Час на посаді | Час на посаді | Партія | Партія | Вебсайт |
| ------- | -------------------------------------------------------------------------- | -------------------------------------------- | ---- | ------------- | ------------- | ------ | ------ | ------- |
|         | Міністерство внутрішніх справ                                              | Весна Гйоркос Знідар (Vesna Gyorkos Znidar)  |      |               |               |        |        |         |
|         | Міністерство державного управління                                         | Борис Копривникар (Boris Koprivnikar)        |      |               |               |        |        |         |
|         | Міністерство екології та просторового планування                           | Ірена Майцен (Irena Majcen)                  |      |               |               |        |        |         |
|         | Міністерство економічного розвитку і технологій                            | Здравко Почивалешек (Zdravko Počivalšek)     |      |               |               |        |        |         |
|         | Міністерство закордонних справ                                             | Карл Ержавец (Karl Erjavec)                  |      |               |               |        |        |         |
|         | Міністерство інфраструктури                                                | Петер Гаспершич (Peter Gašperšič)            |      |               |               |        |        |         |
|         | Міністерство культури                                                      | Антон Першак (Anton Persak)                  |      |               |               |        |        |         |
|         | Міністерство оборони                                                       | Андрея Катич (Andreja Katic)                 |      |               |               |        |        |         |
|         | Міністерство освіти, науки і спорту                                        | Мая Маковец Бренчич (Maja Makovec Brencic)   |      |               |               |        |        |         |
|         | Міністерство охорони здоров'я                                              | Мілошка Колар Селарк (Milojka Kolar Celarc)  |      |               |               |        |        |         |
|         | Міністерство праці, сім'ї, соціальних справ і рівних можливостей           | Аня Копач Мрак (Anja Kopac Mrak)             |      |               |               |        |        |         |
|         | Міністерство сільського і лісового господарства та продовольства           | Деян Зідан (Dejan Zidan)                     |      |               |               |        |        |         |
|         | Міністерство фінансів                                                      | Матея Вранікар Ерман (Mateja Vranicar Erman) |      |               |               |        |        |         |
|         | Міністерство юстиції                                                       | Домініка Шварц-Піпан (Dominika Švarc Pipan)  |      |               |               |        |        |         |
|         | Міністр без портфеля з питань розвитку, державних проектів і згуртованості | Аленка Смерколь (Alenka Smerkolj)            |      |               |               |        |        |         |
|         | Міністр без портфеля з питань словенської діаспори                         | Горазд Змавч (Gorazd Zmavc)                  |      |               |               |        |        |         |